# ARccOS
ARccOS ist ein DVD-Kopierschutzverfahren von Sony DADC. Es wurde im Frühjahr 2004 eingeführt und ist seitdem auf etwa 200 Titeln mit ca. 100 Millionen Exemplaren vertreten.
Der Kopierschutz basiert im Wesentlichen auf dem Einfügen von defekten Sektoren, um den Kopierprozess zu behindern. In diesem Zusammenhang ist zu erwähnen, dass die auf der ARccOS-Seite beworbene „volle Kompatibilität“ keinesfalls gewährleistet ist, da bestimmte PC-Laufwerke und auch „normale“ Abspielgeräte Probleme bei der Wiedergabe von ARccOS-geschützten DVDs haben, die sich durch Aufhänger oder Stocken bemerkbar machen. Die Abspielseite der DVDs besitzt häufig eine rote Farbe. Einer der ersten Filme, für die der Kopierschutz verwendet wurde, war der Film Gothika. Trotz der Behauptung, der Kopierschutz sei „mit allen DVD Laufwerken und Playern absolut kompatibel“, waren einige Titel mit ARccOS auf einer Reihe von DVD-Playern wie Sony DVPCX995, Toshiba SD4700, Harman Kardon DVD101, Microsoft Xbox und anderen nicht abspielbar. Eine Weile wurden Kunden, welche sich solche DVDs ausliehen, auch darauf hingewiesen, dass diese Titel eventuell nicht auf ihren Playern laufen würden.
ARccOS gilt als effektiver, jedoch nicht unüberwindbarer Kopierschutz. So konnten etwa Linux-Tools wie ddrescue ihn umgehen, da sie entwickelt wurden, Abbilder auch inklusive ihrer Fehler zu erstellen, während andere Programme (z. B. RipIt4Me) zunächst einmal versuchten, Listen der defekten Sektoren anzulegen, auf deren Grundlage die defekten Sektoren anschließend gezielt übersprungen werden können.
Momentan wird der ARccOS-Kopierschutz fast ausschließlich von Sony Pictures Home Entertainment und gelegentlich auch von Lions Gate Films verwendet. Er ist auf fast allen DVDs enthalten, die in den letzten Jahren bei diesem Label erschienen.